# Eleonora af Anhalt-Zerbst
Eleonora af Anhalt-Zerbst (10. november 1608–2. november 1681) var en tysk prinsesse, der var hertuginde af Slesvig-Holsten-Sønderborg-Nordborg fra 1632 til 1658. Hun var datter af fyrst Rudolf af Anhalt-Zerbst og gift med hertug Frederik af Slesvig-Holsten-Sønderborg-Nordborg.

## Biografi
Eleonora blev født den 10. november 1608 i Zerbst i Anhalt som datter af fyrst Rudolf af Anhalt-Zerbst i hans første ægteskab med Dorothea Hedvig af Braunschweig-Wolfenbüttel.
Hun blev gift den 15. februar 1632 i Nordborg på Als med hertug Frederik af Slesvig-Holsten-Sønderborg-Nordborg i hans andet ægteskab. Der blev født fem børn i ægteskabet. Det lille hertugelige hof i Nordborg var stærkt forarmet, og Eleonores børn måtte søge deres karriere i udlandet. Fra 1653 fungerede teologen Christoph Wilhelm Megander som hendes skriftefader.
Hertug Frederik døde i 1658, og Eleonoras stedsøn, hertug Hans Bugislav, arvede det lille og forgældede hertugdømme. I 1669 gik Hans Bugislav fallit, og Nordborg blev inddraget under kronen.
Eleonora overlevede sin mand med 23 år og døde den 2. november 1681 på sit enkesæde Østerholm på Als. Hun blev begravet i Egen Kirke ved siden af sin gemal.

## Eksterne links
- www.guide2womenleaders.com Arkiveret 2. februar 2015 hos  Wayback Machine